# Pete Ross
Pour les articles homonymes, voir Ross.
Pete Ross est un personnage de fiction, appartenant à l'univers de DC Comics. Il apparaît pour la première fois dans le comic de Superboy #86 en janvier 1961.

## Biographie fictive
Dans les comics Pete Ross est blanc avec des taches de rousseurs. Il aide Superboy et Superman à garder leur secret. Il se marie avec Lana Lang, avec laquelle il aura un enfant, Clark Ross. Ils divorceront ensuite.
Quand Lex Luthor devient Président des États-Unis, Ross est le Vice-Président de son administration, pour contrer secrètement les plans de Lex. Il devient plus tard Président des États-Unis.

## Apparitions
- Superman: Red Son